# 四十萬站
四十萬站（日语：／ Shijima eki */?）是位於石川縣金澤市四十萬，屬於北陸鐵道的石川線車站。車站編號為I10。

## 車站構造
本站採用簡易車站式運作，只在月台上設置一座候車室。出入口位於月台中央候車房旁，只設有梯級上落。本站的使用者多為來自舊鶴來町（熱野、富光寺、桑島），因此站內設有單車停泊場，讓來自鶴來町的使用者騎乘單車前往此站。

### 月台
站內現時只設有側式月台1座，但從車站的環境佈局及高空觀測圖所顯示，本站應原設有另一個側式月台，並應可作列車交換之用，不過現時有關的設備均已撤去，而原來另一個側式月台，現時騰出的空地則用作置存放保線物資。列車靠近時往野町方向為右側上落，往鶴來方向為左側上落。
| 路線    | 上下行 | 方向     | 備註     |
| ------- | ------ | -------- | -------- |
| ■石川線 | 上行   | 野町方向 | 右側上落 |
| ■石川線 | 下行   | 鶴來方向 | 左側上落 |

## 歷史
- 1915年6月22日：車站啟用。

## 使用狀況
| 1日上下車人次變化 | 1日上下車人次變化 |
| 年度              | 1日平均人次       |
| ----------------- | ----------------- |
| 2006年            | 289               |
| 2007年            |                   |
| 2008年            |                   |
| 2009年            |                   |
| 2010年            |                   |
| 2011年            | 222               |
| 2012年            | 225               |
| 2013年            | 209               |
| 2014年            | 212               |
| 2015年            | 244               |
| 2016年            | 254               |
| 2017年            | 253               |

## 相鄰車站
北陸鐵道
■石川線
乙丸（I09）－四十萬（I10）－陽羽里（I11）

## 外部連結
- 北陸鐵道四十萬站 （页面存档备份，存于）